# Guido I di Lusignano
Guido I di Lusignano (dopo il 1260 – 1309 circa) è stato un nobile francese fu signore di Couhé e di Peyrat dal 1282 circa e poi, signore di Lusignano, conte di La Marche e d'Angoulême, dal 1303 alla sua morte. Con lui, si estinse il ramo primogenito dei Lusignano.

## Biografia

### Infanzia
Secondo Pierre de Guibours, detto Père Anselme de Sainte-Marie o più brevemente Père Anselme, Guido era il figlio maschio secondogenito del signore di Lusignano, conte di La Marche e d'Angoulême, conte di Porhoët e signore di Fère-en-Tardenois, Chilly e Longjumeau, Ugo XII di Lusignano e di Giovanna di Fougères, che, secondo il Chronicon Savigniacense, Stephani Baluzii Miscellaneorum, Liber II, Collectio Veterum,era figlia ed erede del signore di Fougères, Rodolfo III.

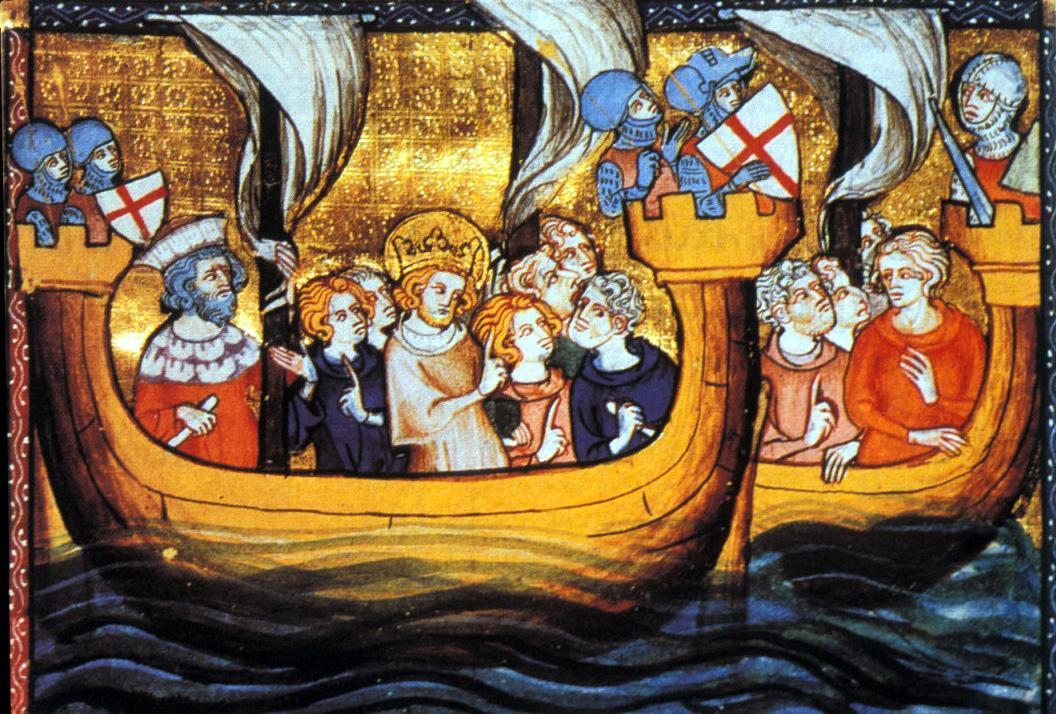
Ugo XI di Lusignano mentre parte per la settima crociata

Ugo XII di Lusignano, ancora secondo Père Anselme, era il figlio maschio primogenito del signore di Lusignano, conte di La Marche e d'Angoulême, Ugo XI di Lusignano e della contessa di Porhoët e signora di Fère-en-Tardenois, Chilly e Longjumeau, Iolanda di Bretagna, che, come ci conferma la Mémoires pour servir de preuves à l’histoire ecclesiastique et civile de Bretagne, Tome I, era figlia di Pietro I di Bretagna ed Alice di Thouars.

### Giovinezza

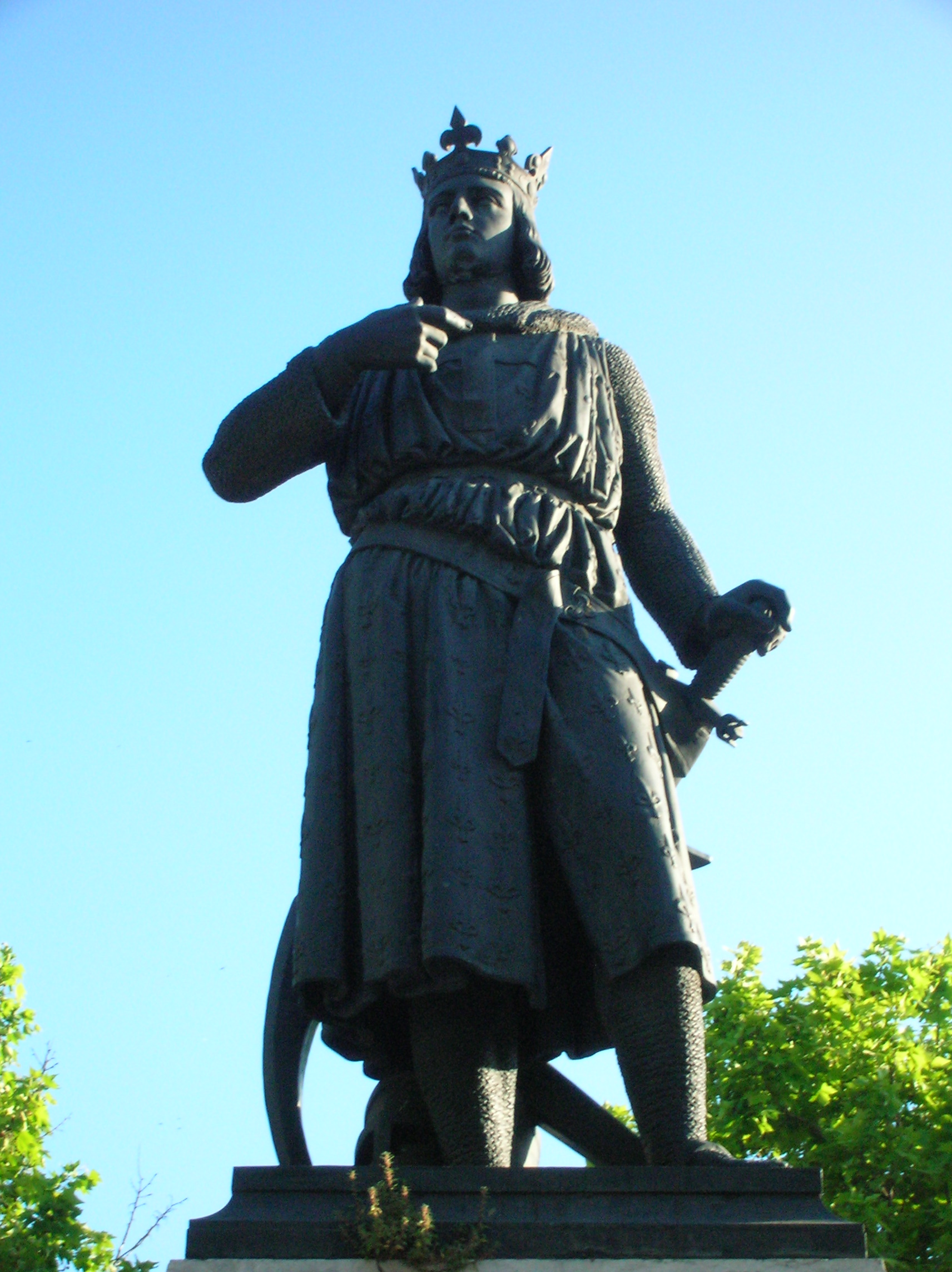
Statua di san Luigi IX di Francia ad Aigues-Mortes.

Nel luglio del 1270, suo padre, Ugo XII, si imbarcò, al seguito del re di Francia, Luigi IX il Santo, per l'ottava crociata, che si diresse su Tunisi a cui fumesso l'assedio ; le forze assedianti furono colpite da un'epidemia di febbre e di dissenteria; Ugo morì poco dopo il suo re che morì il 25 agosto; secondo Père Anselme, Ugo morì nel 1282 e fu sepolto nell'abbazia di La Couronne, Charente.
Gli succedette nei titoli di Lusignano, La Marche e Angoulême, il figlio primogenito, Ugo, come Ugo XIII, sotto la tutela della madre, Giovanna di Fougères.
Nel 1283, suo fratello, Ugo XIII, fece un primo testamento in cui, in mancanza di discendenza, designava come suo successore Guido, ed in caso di morte di Guido lo zio (fratello di suo padre), anche lui di nome Guido.
Nel 1297, Ugo cambiò il testamento, diseredando il fratello, non solo dai suoi titoli, ma da tutti i suoi possedimenti, in quanto si era schierato coi suoi nemici.

### Signore di Lusignano

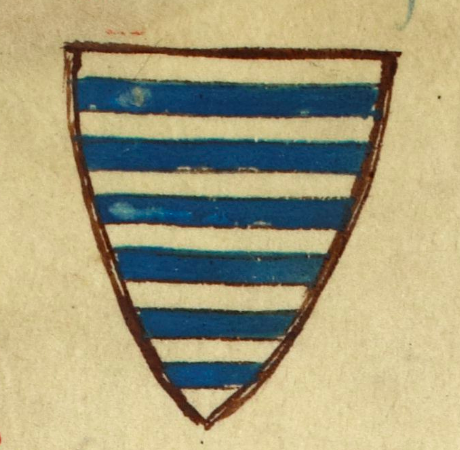
Lo stemma dei Lusignano nellHistoria anglorum

Suo fratello, Ugo XIII, morì, senza discendenza, nel 1303; la notizia viene riportata anche dal Continuatio Chronici Guillelmi de Nangiaco.
Guido, contrariamente alla volontà del fratello, Ugo XIII, gli succedette nei titoli di Lusignano, La Marche e Angoulême.
Col documento n° XXII, del 13 aprile 1308, del CHARTRIER DE PONS, CHARTES DE LA MAISON DE PONS, Guido (ego Guido de Luzigram, comes Marcharum et Angolismi), in assenza di discendenza diretta nominò suo erede il nipote, Elia Rudell.

### Morte

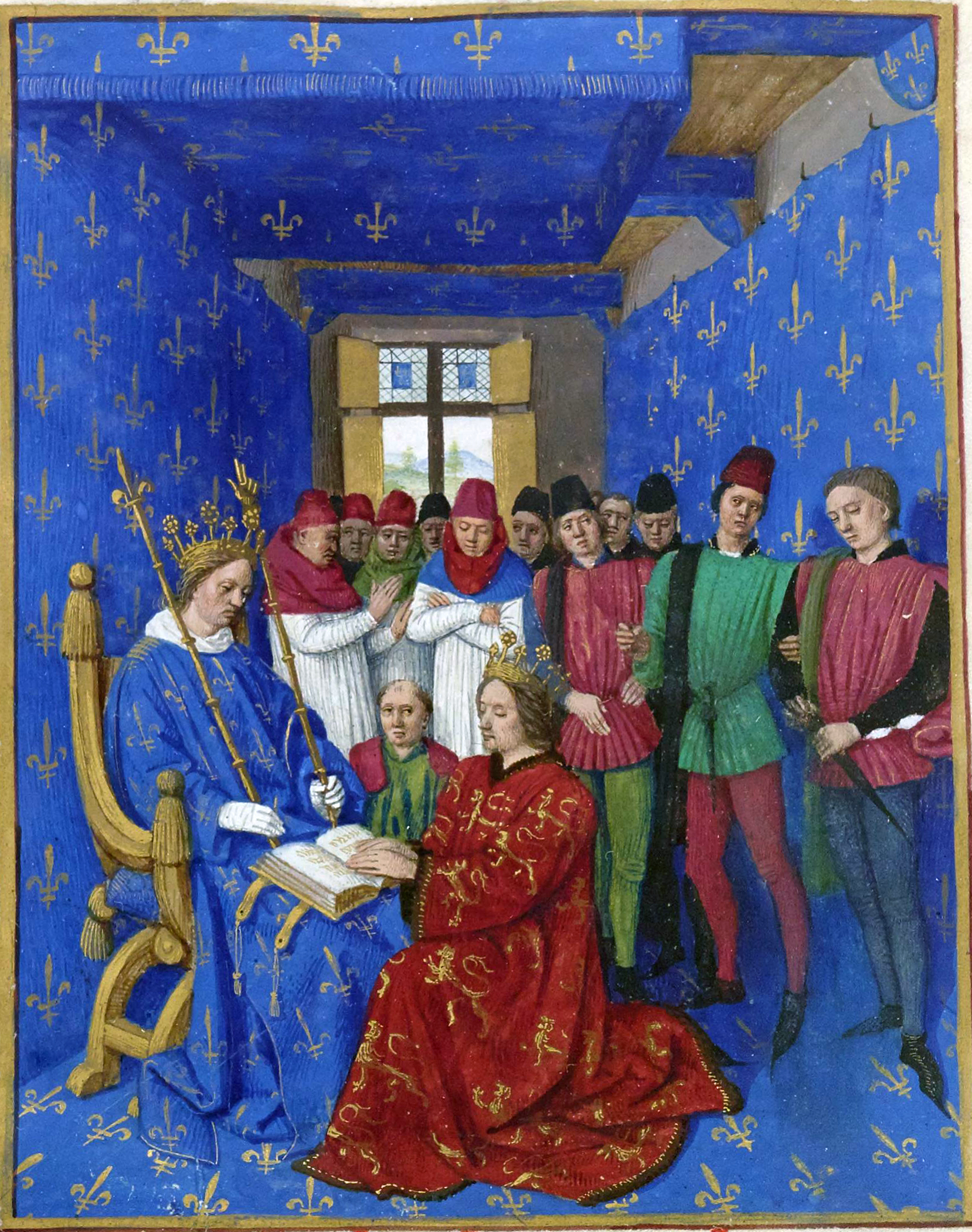
Edoardo I rende omaggio a Filippo il Bello

Guido morì, l'anno successivo, e col documento n° LXXXIV dell'ottobre 1309, dei Documents historiques, bas-latins, provençaux et français, Tome I, il re di Francia, Filippo IV il Bello, rendeva note le ultime volontà testamentarie di Guido, che rendeva alla corona i suoi titoli, chiedendo di essere sepolto nella chiesa dei Frati Predicatori di Poitiers.
Col documento n° LXXXV dell'agosto 1310, dei Documents historiques, bas-latins, provençaux et français, Tome I, il re di Francia, Filippo IV il Bello, garantiva le signorie di Couhé e di Peyrat, alla sorella di Guido, Giovanna di Lusignano.

## Ascendenza
|                       |                      |                      | Genitori                |  |  | Nonni |  |  | Bisnonni           |  |  | Trisnonni           |  |
|                       |                      |                      |                         |  |  |       |  |  | Ugo X di Lusignano |  |  | Ugo IX di Lusignano |  |
|                       |                      |                      |                         |  |  |       |  |  | Ugo X di Lusignano |  |  | Ugo IX di Lusignano |  |
|                       |                      | Agata di Preully     |                         |  |  |       |  |  | Ugo X di Lusignano |  |  |                     |  |
| Ugo XI di Lusignano   |                      |                      |                         |  |  |       |  |  | Ugo X di Lusignano |  |  |                     |  |
|                       |                      | Isabella d'Angoulême | Ademaro III d'Angoulême |  |  |       |  |  |                    |  |  |                     |  |
|                       |                      | Isabella d'Angoulême | Ademaro III d'Angoulême |  |  |       |  |  |                    |  |  |                     |  |
|                       |                      | Isabella d'Angoulême | Alice di Courtenay      |  |  |       |  |  |                    |  |  |                     |  |
| Ugo XII di Lusignano  |                      | Isabella d'Angoulême |                         |  |  |       |  |  |                    |  |  |                     |  |
|                       |                      | Pietro I di Bretagna | Roberto II di Dreux     |  |  |       |  |  |                    |  |  |                     |  |
|                       |                      | Pietro I di Bretagna | Roberto II di Dreux     |  |  |       |  |  |                    |  |  |                     |  |
|                       |                      | Pietro I di Bretagna | Yolanda di Coucy        |  |  |       |  |  |                    |  |  |                     |  |
| Iolanda di Bretagna   |                      | Pietro I di Bretagna |                         |  |  |       |  |  |                    |  |  |                     |  |
|                       |                      | Alice di Thouars     | Guido di Thouars        |  |  |       |  |  |                    |  |  |                     |  |
|                       |                      | Alice di Thouars     | Guido di Thouars        |  |  |       |  |  |                    |  |  |                     |  |
|                       |                      | Alice di Thouars     | Costanza di Bretagna    |  |  |       |  |  |                    |  |  |                     |  |
| Guido I di Lusignano  |                      | Alice di Thouars     |                         |  |  |       |  |  |                    |  |  |                     |  |
|                       | Geoffrey de Fougères | …                    |                         |  |  |       |  |  |                    |  |  |                     |  |
|                       | Geoffrey de Fougères | …                    |                         |  |  |       |  |  |                    |  |  |                     |  |
|                       | Geoffrey de Fougères | …                    |                         |  |  |       |  |  |                    |  |  |                     |  |
| Raoul III de Fougères | Geoffrey de Fougères |                      |                         |  |  |       |  |  |                    |  |  |                     |  |
|                       |                      | Mathilde de Porhoet  | …                       |  |  |       |  |  |                    |  |  |                     |  |
|                       |                      | Mathilde de Porhoet  | …                       |  |  |       |  |  |                    |  |  |                     |  |
|                       |                      | Mathilde de Porhoet  | …                       |  |  |       |  |  |                    |  |  |                     |  |
| Jeanne de Fougères    |                      | Mathilde de Porhoet  |                         |  |  |       |  |  |                    |  |  |                     |  |
|                       |                      | Amaury I de Craon    | …                       |  |  |       |  |  |                    |  |  |                     |  |
|                       |                      | Amaury I de Craon    | …                       |  |  |       |  |  |                    |  |  |                     |  |
|                       |                      | Amaury I de Craon    | …                       |  |  |       |  |  |                    |  |  |                     |  |
| Isabelle de Craon     |                      | Amaury I de Craon    |                         |  |  |       |  |  |                    |  |  |                     |  |
|                       |                      | Jeanne des Roches    | …                       |  |  |       |  |  |                    |  |  |                     |  |
|                       |                      | Jeanne des Roches    | …                       |  |  |       |  |  |                    |  |  |                     |  |
|                       |                      | Jeanne des Roches    | …                       |  |  |       |  |  |                    |  |  |                     |  |
|                       |                      | Jeanne des Roches    |                         |  |  |       |  |  |                    |  |  |                     |  |

### Fonti primarie
- (LA)  CHARTRIER DE PONS, CHARTES DE LA MAISON DE PONS.
- (LA)  Documents historiques, bas-latins, provençaux et français, Tome I
- (LA)  Mémoires pour servir de preuves à l’histoire ecclesiastique et civile de Bretagne, Tome I
- (LA)  Recueil des historiens des Gaules et de la France. Tome 20.
- (LA)  Chronicon Savigniacense, Stephani Baluzii Miscellaneorum, Liber II, Collectio Veterum.

### Letteratura storiografica
- (FR)  Histoire généalogique et chronologique de la maison royale de France, tome III.
- E. F. Jacob, Inghilterra: Enrico III, in <<Storia del mondo medievale>>, vol. VI, cap. V, 1999, pp. 198–234
- Charles Petit-Dutaillis, "Luigi IX il Santo", cap. XX, vol. V (Il trionfo del papato e lo sviluppo comunale) della Storia del mondo medievale, 1999, pp. 729–864
- Henry Pirenne, "I Paesi Bassi", cap. XII, vol. VII (L'autunno del Medioevo e la nascita del mondo moderno) della Storia del Mondo Medievale, 1999, pp. 411–444.